# Eloúnda
För andra betydelser, se Eloúnda (olika betydelser).
Eloúnda (Elounda) är en ort i Grekland. Den ligger i prefekturen Nomós Lasithíou och regionen Kreta, i den sydöstra delen av landet, 400 km sydost om huvudstaden Aten. Eloúnda ligger 2 meter över havet och antalet invånare är 2 185.
Terrängen runt Eloúnda är huvudsakligen kuperad, men österut är den platt. Havet är nära Eloúnda österut. Närmaste större samhälle är Agios Nikolaos, 8,2 km söder om Eloúnda. 